# ParaNorman
ParaNorman, amerikansk animerad film från 2012.

## Handling
Norman Babcock är en pojke som har förmågan att tala med de döda. Nästan ingen i den lilla staden Blithe Hollow tror på hans förmåga. Han blir utstött i skolan. Hans enda vän är den överviktige Neil, som också är utstött. Normans excentriske gammelfarbror herr Prenderghast berättar att Norman är den ende som kan rädda Blithe Hollow från en ruskig förbannelse. Norman tar inte hotet på allvar först, men blir snart varse att förbannelsen är verklig.

## Om filmen
Filmen Oscarnominerades för bästa animerade film på Oscarsgalan 2013, vilket Disney-Pixars Modig vann för.

## Rollista (urval)

### Engelska röster
- Kodi Smit-McPhee - Norman Babcock
- Tucker Albrizzi - Neil Downe
- Anna Kendrick - Courtney Babcock
- Casey Affleck - Mitch Downe
- Christopher Mintz-Plasse - Alvin
- Leslie Mann - Sandra Babcock
- Jeff Garlin - Perry Babcock
- Elaine Stritch - farmor Babcock
- Bernard Hill - domare Hopkins
- Jodelle Ferland - Agatha "Aggie" Prenderghast
- Tempestt Bledsoe - sheriff Hooper
- Alex Borstein - fröken Henscher
- John Goodman - herr Prenderghast
- Hannah Noyes - Salma
- Jeremy Shada - Pug

### Svenska röster
- Melker Duberg - Norman Babcock
- Karl Nygren - Neil Downe
- Mikaela Tidermark Nelson - Courtney Babcock
- Lucas Krüger - Mitch Downe
- Jesper Adefelt - Alvin
- Cecilia Wrangel - Sandra Babcock
- Lennart Jähkel - Perry Babcock
- Iwa Boman - farmor Babcock
- Niklas Falk - domare Hopkins
- Amanda Jennefors - Agatha "Aggie" Prenderghast
- Charlotte Ardai Jennefors - sheriff Hooper
- Monica Silverstrand - fröken Henscher
- Björn Gedda - herr Prenderghast
- Linda Åslund - Salma
- Lizette Pålsson - olika röster